# Liste der Kulturdenkmäler in Messerich
In der Liste der Kulturdenkmäler in Messerich sind alle Kulturdenkmäler der rheinland-pfälzischen Ortsgemeinde Messerich aufgeführt. Grundlage ist die Denkmalliste des Landes Rheinland-Pfalz (Stand: 27. Juni 2022).

## Denkmalzonen
| Bezeichnung          | Lage          | Baujahr                 | Beschreibung | Bild |
| -------------------- | ------------- | ----------------------- | --- | ---- |
| Denkmalzone Oberdorf | Oberdorf Lage | 18. und 19. Jahrhundert | weitgehend ungestört erhaltener nördlicher Teil des Ortes: Kirche mit Kirchhof, Privatkapelle, verschiedene Hofanlagen (Nr. 9) von 1785 bis zur Mitte des 19. Jahrhunderts (Nr. 3) und Schule (1931/1932) | BW   |

## Einzeldenkmäler
| Bezeichnung                                     | Lage                                   | Baujahr                        | Beschreibung | Bild                           |
| ----------------------------------------------- | -------------------------------------- | ------------------------------ | --- | ------------------------------ |
| Eppisch-Hof                                     | Hauptstraße 11 Lage                    | spätes 18. und 19. Jahrhundert | Hofanlage, spätes 18. und 19. Jahrhundert; Wohnhaus mit Kniestock, bezeichnet 1798; Wirtschaftsgebäude mit oberirdischen Kellern, Schmiedebau mit Brennerei und offener, zweigeschossiger Remise jünger | Fotos hochladen                |
| Keller                                          | Hauptstraße, bei Nr. 11 Lage           | 1815                           | ebenerdiger Keller, bezeichnet 1815 | BW                             |
| Wohnhaus                                        | Ingendorfer Straße 1 Lage              | 1800                           | fünfachsiges spätbarockes Wohnhaus, bezeichnet 1800 | BW                             |
| Hofanlage                                       | Ingendorfer Straße 3 Lage              | 1790                           | Vierseithof; Wohnhaus mit Kniestock, bezeichnet 1790, Scheune mit Schleppdach, eineinhalbgeschossiger Schuppen mit Durchfahrt; ortsbildprägend | BW                             |
| Wohnhaus                                        | Mühleneck 3 Lage                       | 1812                           | Wohnhaus mit Kniestock, bezeichnet 1812 | BW                             |
| Hofanlage                                       | Oberdorf 1 Lage                        | 1799                           | stattliche Gebäudeanlage; Wohnhaus mit Kniestock, bezeichnet 1799, Ökonomie wohl jünger | BW                             |
| Quereinhaus                                     | Oberdorf 3 Lage                        | Mitte des 19. Jahrhunderts     | Quereinhaus, Mitte des 19. Jahrhunderts | BW                             |
| Wohnhaus                                        | Oberdorf 6 Lage                        | 1837                           | sechsachsiges Wohnhaus mit Krüppelwalmdach, bezeichnet 1837; auf der anderen Straßenseite: offene zweigeschossige Remise | BW                             |
| Katholische Pfarrkirche St. Martin und Kirchhof | Oberdorf 7 Lage                        | ab dem 12. Jahrhundert         | klassizistischer Saalbau, bezeichnet 1849, Architekt Johann Georg Wolff, Trier, romanischer Chor, 12. Jahrhundert, 1849 aufgestockt, viergeschossiger Ostturm; mit Ausstattung; Sakristeianbau 1969 durch Architekt Hans Geimer, Trier; auf dem Kirchhof acht Grabmäler, zweite Hälfte des 19. und erste Hälfte des 20. Jahrhunderts | weitere Bilder Fotos hochladen |
| Hofanlage                                       | Oberdorf 9 Lage                        | 1785                           | Hofanlage mit Kapelle; Wohnhaus mit Treppengiebeln, bezeichnet 1785, Stall aus dem 19. Jahrhundert, Scheune bezeichnet 1865; neugotische Kapelle, bossierter Kalksteinquaderbau, 1927/28 | BW                             |
| Wegekreuz                                       | nördlich des Ortes bei Birtlingen Lage | 1803                           | nachbarockes Schaftkreuz, bezeichnet 1803 | BW                             |
| Wegekreuz                                       | nördlich des Ortes Lage                | 1592                           | Nischenkreuz, bezeichnet 1592 und 1713 (Renovierung), Kreuz bezeichnet 1854 | BW                             |
| Wegekreuz                                       | nördlich des Ortes Lage                | 1781                           | Sockel und Abschlusskreuz eines Schaftkreuzes, bezeichnet 1781 | Fotos hochladen                |
| Wegekreuz                                       | nordwestlich des Ortes Lage            | 1870                           | neugotisches Nischenkreuz, bezeichnet 1870 | Fotos hochladen                |
| Stedemer Kapellchen                             | östlich des Ortes an der B 257 Lage    | 1870/71                        | Sandsteinquaderbau mit Kreuzdach, 1870/71 | weitere Bilder Fotos hochladen |
| Wegekreuz                                       | östlich des Ortes an der B 257 Lage    | 1688                           | Schaft eines barocken Wegekreuzes in der Rückwand des Stedemer Kapellchens, bezeichnet 1688 | Fotos hochladen                |